# Henric och Joanna Stillman
Henric Emanuel Stillman, född 13 februari 1984, och Joanna Caroline Stillman (flicknamn: Eriksson), född 13 augusti 1984, är ett svenskt danspar som båda har sina rötter i Västerås, även om Henric ursprungligen är från Hallstahammar. Paret är välkända inom boogie woogie och lindy hop.
De började tävla tillsammans i boogie woogie 1997 och blev medlemmar i svenska landslaget 1999. Under tävlingsåret 2000 vann de SM, blev nordiska mästare och tog silver vid junior-VM. Därefter fortsatt att placera sig på pallplats i lindy och boogie woogie på SM, NM, VM och EM. Paret har även varit verksamma som landslagscoacher för tävlande i boogie woogie.
De träffades på ett diskotek när de var 10 år gamla och blev ett par kort därefter. De gick senare isär i ett år, men blev återigen ett par efter att de började dansa tillsammans vid 14 års ålder. Både Henric och Joanna har studerat vid Carlforsska gymnasiet, där de gick estetiska danslinjen. Under gymnasiet studerade de båda jazzdans, balett, modern dans och steppdans. Idag tävlar paret mindre aktivt än tidigare, utan undervisar huvudsakligen. Paret ses oftast undervisa tillsammans även om de ibland undervisar enskilt eller tillsammans med andra dansare. Återkommande kollegor till dem är Skye Humphries, Hasse och Marie Mattsson samt Jessica Lennartsson och Andreas Berg.
Makarna deltog i den 14:e säsongen av SVT:s Mästarnas mästare och var de första deltagarna med dans som huvudsport.

## Meriter

### Boogie Woogie
| År   | Tävling                             | Placering   |
| ---- | ----------------------------------- | ----------- |
| 2000 | NM SM (junior) JVM                  | 1:a 2:a     |
| 2001 | SM (junior) Nordiska mästerskap JVM | 1:a         |
| 2002 | SM                                  | 3:a         |
| 2003 | SM VM                               | 2:a 3:a     |
| 2004 | SM                                  | 1:a         |
| 2005 | SM VM                               | 1:a 3:a     |
| 2006 | SM                                  | 1:a         |
| 2007 | SM NM VM                            | 2:a 1:a 3:a |

### Lindy Hop
| År   | Tävling                            | Placering   |
| ---- | ---------------------------------- | ----------- |
| 2001 | NM SM (junior)                     | 1:a         |
| 2004 | VM                                 | 3:a         |
| 2005 | SM VM Overall VM Impro VM Showcase | 1:a 2:a 3:a |
| 2006 | SM                                 | 1:a         |
| 2007 | SM NM VM                           | 1:a         |

### Bugg
| År   | Tävling     | Placering |
| ---- | ----------- | --------- |
| 2002 | SM (junior) | 1:a       |
| 2005 | SM          | 1:a       |